# Sporty TV
Sporty TV je sportovní televize, provozována společností Perinvest Group. Byla spuštěna 1. března 2024. Převážnou část programu tvoří přenosy a záznamy zápasů halový sportů jako jsou florbal, volejbal, basketbal, či házená. Stanice je v současné době společně s ČT Sport jedinou bezplatnou sportovní stanicí v Česku.

## Historie
Původně se televize měla jmenovat A11 Sport, na základě spolupráce s Mediální skupinou A 11. Ještě před svým zprovozněním však byla přejmenována na Sporty TV.
Televize Sporty TV začala vysílat 1. března 2024, v 15:00. Sporty TV funguje pod skupinou  Perinvest Group, která patří českému podnikateli a jednomu z akcionářů sázkové kanceláře Tipsport, Tomáši Peterovi. Šéfredaktorem televize se stal sportovní moderátor a komentátor Jiří Kalemba.
Televize se chce zaměřit na vysílání zápasů z českých halových soutěži, a to jak mužských, tak i ženských či mládežnických.

## Způsob vysílání
Kanál je dostupný na pozemních sítích veřejnoprávního DVB-T2 multiplexu 23, v kabelových sítích či na satelitní televizi. Konkrétně jej lze naladit například na kabelové televizi Kabel1, či Vodafone TV.
V DVB-T2 je stanice šířena ve Full HD.